# Monte Bondone
Monte Bondone – szczyt w paśmie Prealpi Gardesane, w Alpach Wschodnich. Leży w regionie Trydent-Górna Adyga, w północnych Włoszech. Leży na zachód od jeziora Garda.